# Malazgirt

Malazgirt

Malazgirt là một huyện thuộc tỉnh Muş, Thổ Nhĩ Kỳ. Huyện có diện tích 1527 km² và dân số thời điểm năm 2007 là 60263 người, mật độ 39 người/km².